# Волфганг Фридрих фон Салм-Даун
Волфганг Фридрих фон Салм-Даун (на немски: Wolfgang Friedrich von Salm-Dhaun; * 1589, дворец Даун; † 24 декември 1638, Даун) е от 1606 до 1638 г. вилд- и райнграф на Салм-Даун.

## Произход
Той е син на вилд- и райнграф Адолф Хайнрих фон Салм-Даун (1557 – 1606) и съпругата му Юлиана фон Насау-Диленбург (1565 – 1630), дъщеря на граф Йохан VI „Стари“ фон Насау-Диленбург (1536 – 1606). Сестра му Елизабет фон Салм-Даун (1593 – 1656) се омъжва през 1615 г. за граф Филип Лудвиг I фон Изенбург-Бюдинген, през 1621 за Райнхард фон Золмс-Браунфелс и 1653 г. за принц Лудвиг Хайнрих фон Насау-Диленбург.

## Фамилия
Първи брак: ок. 1619 г. с графиня Елизабет фон Золмс-Браунфелс (* 8 октомври 1593; † 14 август 1637), дъщеря на граф Йохан Албрехт I фон Золмс-Браунфелс и Агнес фон Сайн-Витгенщайн. Те имат децата:
- Йохан Лудвиг (1620 – 1673), вилд и райнграф в Даун, женен

I. на 30 октомври 1643 г. за графиня Елизабет фон Салм, вилд и райнграф в Неувил (1620 – 1653)
II. на 31 август 1649 г. за графиня Ева Доротея фон Хоенлое-Валденбург (1624 – 1678)
- Анна Юлиана (1622 – 1667, омъжена 1640 г. за Адолф фон Салм-Грумбах, вилд- и Рейнграф в Грумбах (1614 – 1668)
- Ернст (* 1623; † млад)
- Амалия Маргарета (1626 – 1674), монахиня в Гандерсхайм
- Хайнрих Филип (* 1628; † млад)
- Лудовика (1631 – 1687), омъжена 1663 г. за граф Георг Августин фон Щубенберг (1628 – 1691)
- Фридрих (*/† 1635)

Втори брак: през 1637 г. с графиня Йохана фон Ханау-Мюнценберг (* 12 април 1610, Мюнценберг; † 26 юли 1673, Брюксел), дъщеря на граф Албрехт фон Ханау-Мюнценберг. Те нямат деца. Вдовицата му Йохана се омъжва на 11 юли 1646 г. за принц Мануело Антонио от Португалия (1600 – 1666).